# Obusier Type 96 15 cm
L'  Obusier Type 96 15 cm (九六式十五糎榴弾砲, Kyūroku-shiki Jyūgo-senchi Ryūdanhō) était un obusier lourd de 150 mm utilisé par l'Armée Impériale Japonaise durant la Seconde Guerre mondiale.  Il a  été conçu pour remplacer l'obusier Type 4 de même calibre au sein des unités de combats à partir de 1937. La dénomination Type 96 indique que cette pièce d'artillerie a été adoptée par l'Armée en l'an 2596 du calendrier japonais soit 1936 dans notre calendrier grégorien.

## Histoire et développement
Les études de développement d'un nouvel obusier à destination de l'Armée Impériale débutèrent en 1920 et se prolongèrent durant une dizaine d'années. Durant cette période, l'Armée missionna de nombreux attachés militaires sur le front européen de la Première Guerre mondiale pour observer l'efficacité des tirs de barrage d'artillerie contre des positions fortifiées et l'infanterie.
À partir de ces observations, l'Armée définit un cahier des charges précis indiquant notamment  que son nouvel obusier devait pouvoir avoir une hausse de plus de 65° et une portée pratique de plus de 10 000 m, le tout remorqué par un équipage de 6 chevaux. 
Le prototype fut finalisé en 1934 mais le Général en chef des armées impériales Kazushige Ugaki s'opposa à sa mise en production tant que certains réglages n'avaient pas été effectués. Le Type 96 final incorpora donc un canon relativement court, la bouche du canon dépassant légèrement de son affût, 3 plaques de blindage démontables, des cales de roues et un essieu à roues en bois avec pneumatiques équipé de ressorts à lames.
La production commença finalement en 1937 jusqu'en 1945 avec un total de 440 exemplaires produits.

## Conception
L'obusier Type 96 de 150 mm était considéré par les services de renseignement militaires alliés comme étant l'une des armes les plus moderne et efficaces de l'arsenal nippon. L'une de ces caractéristiques remarquable était sa capacité à avoir une élévation à plus de 65° (mais qui nécessitait de creuser un trou sous l'affût pour pouvoir recharger l'arme par la culasse). Bien que le Type 96 fut produit en grande quantité depuis l'année de son adoption, celui-ci ne put réellement remplacer l'obusier Type 4 de 150 mm au sein des unités d'artillerie japonaises.
Le Type 96 est finalement plus lourd que le Type 4 mais avec une portée plus grande en utilisant les mêmes munitions et la possibilité d'être remorqué en une seule pièce. À noter que, lors du transport, le canon est soutenu par un ressort à lame qui est retiré lors de sa mise en batterie.
Les munitions utilisées sont les mêmes que celles du Type 4, c'est-à-dire des obus de 150 mm explosifs, anti blindages, à shrapnel, fumigène ou incendiaires.

## Engagements
L'obusier Type 96 de 15 cm fut utilisé pour la première fois au combat lors de la Seconde guerre sino-japonaise et durant l'Incident de Nomohan lors du conflit contre les Soviétiques.
Après le début de la Guerre du pacifique, il fut assigné aux unités japonaises lors des batailles de Bataan et de Corregidor aux Philippines, et lors de la bataille de Guadalcanal et d'Okinawa. Le Type 96 resta l'obusier de 150 mm standard  de l'Armée Impériale tout au long de la Seconde Guerre mondiale jusqu'à la reddition du Japon en 1945.

## Survivants
Il existe encore quelques obusiers Type 96 visibles : 
- Au musée Yūshūkan de Tokyo
- Sur un parking à  Washington (États-Unis), situé à l'Est de la 124th Avenue et au Nord-Est de Bel-red road. L'exemplaire est exposé avec le bouclier mais sans la culasse.
- Dans un parc public dans la ville de Romsey (Angleterre)

## Médias

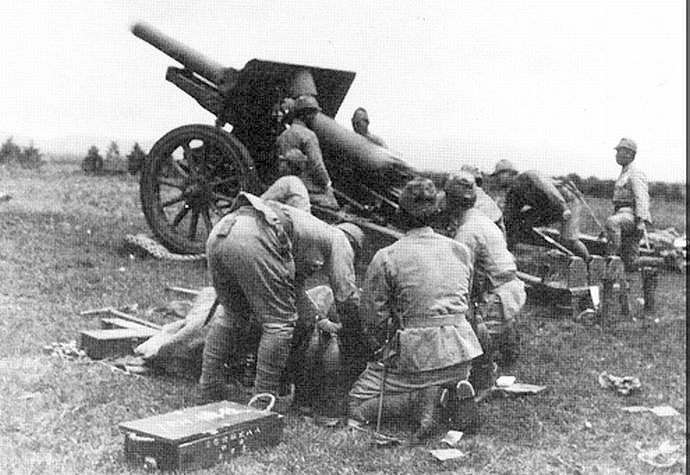
Un Type de l’armée impériale japonaise en position de tir
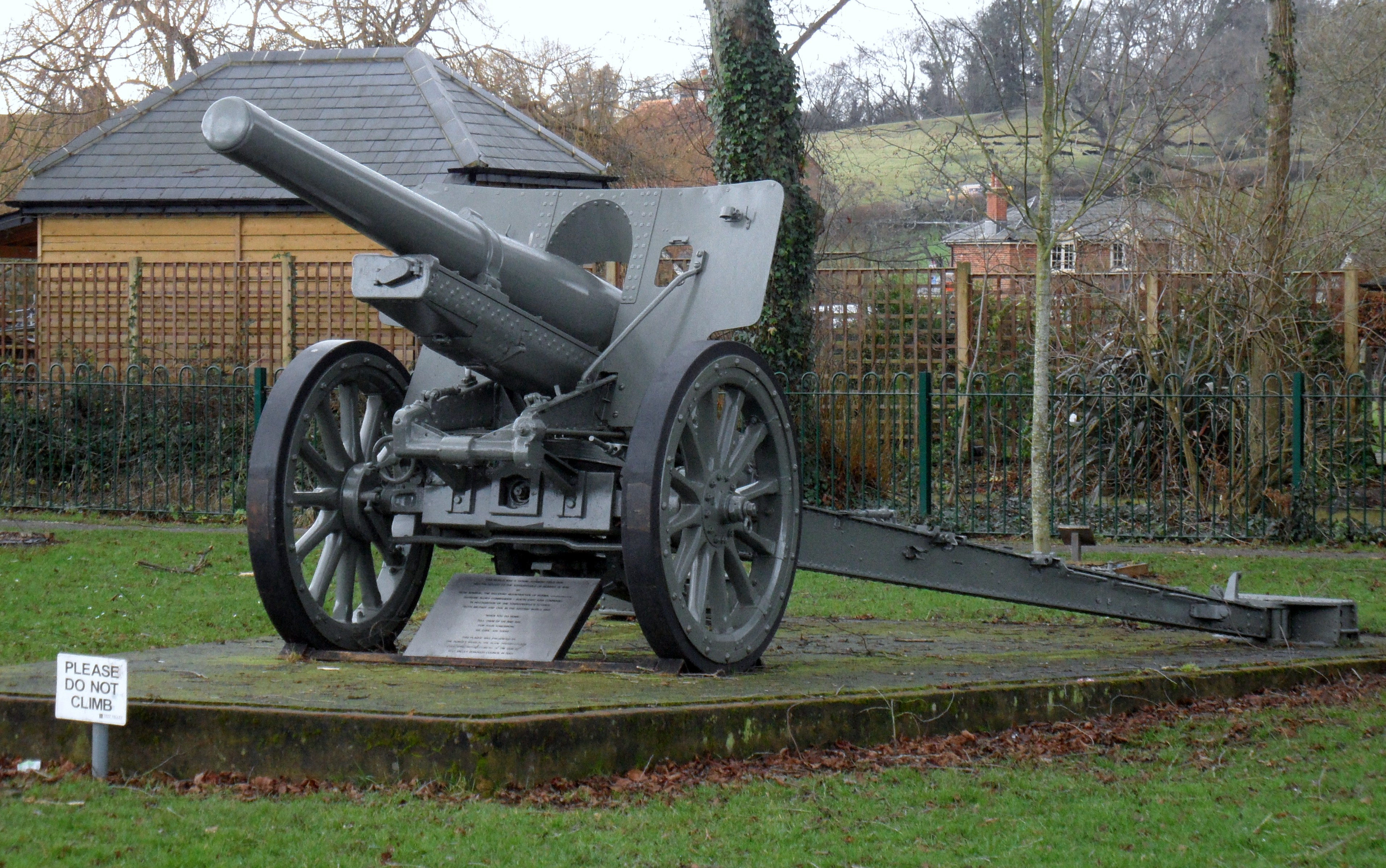
Type 96 exposé dans le Romsey park (Angleterre)
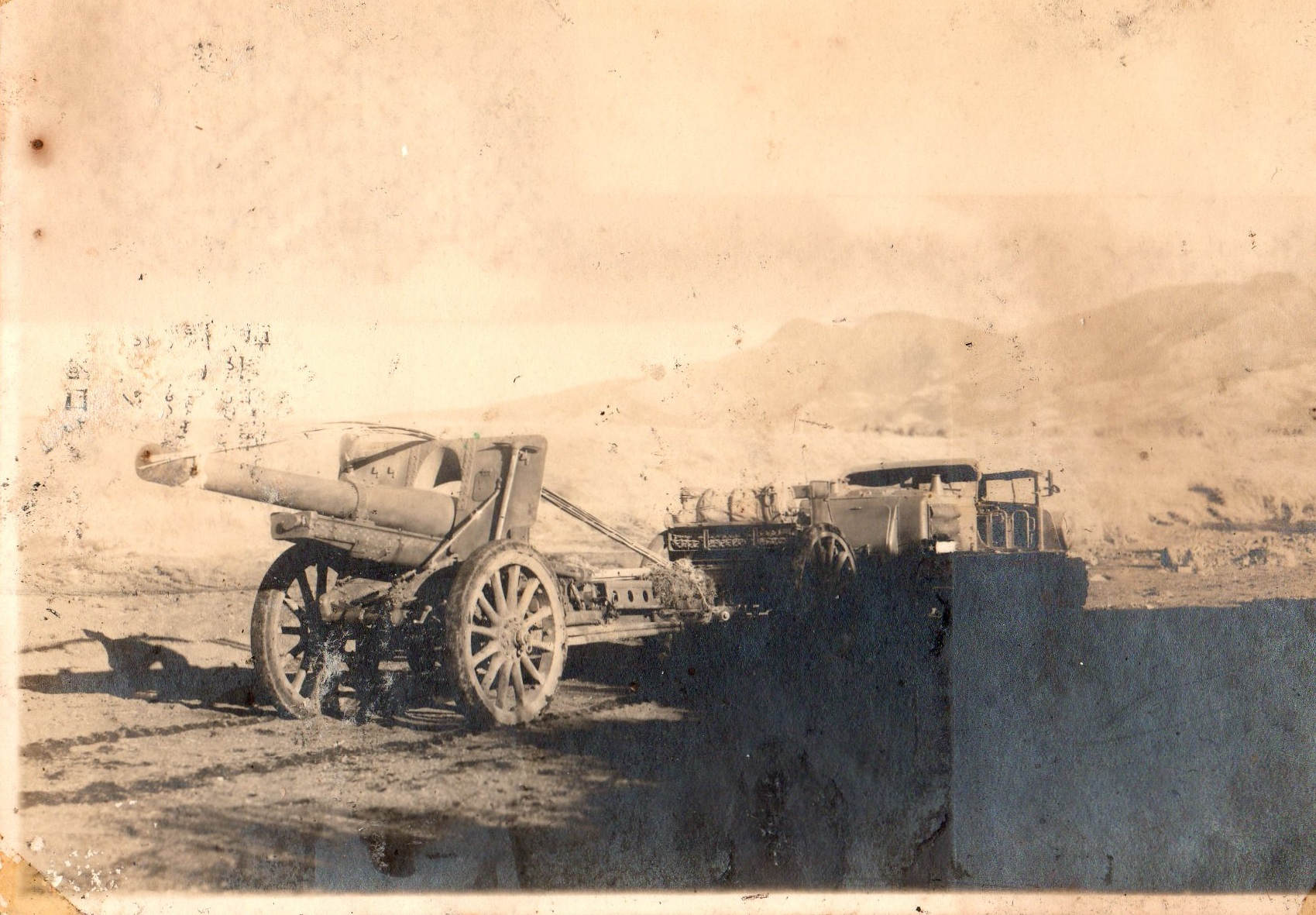
Type 96 en remorque
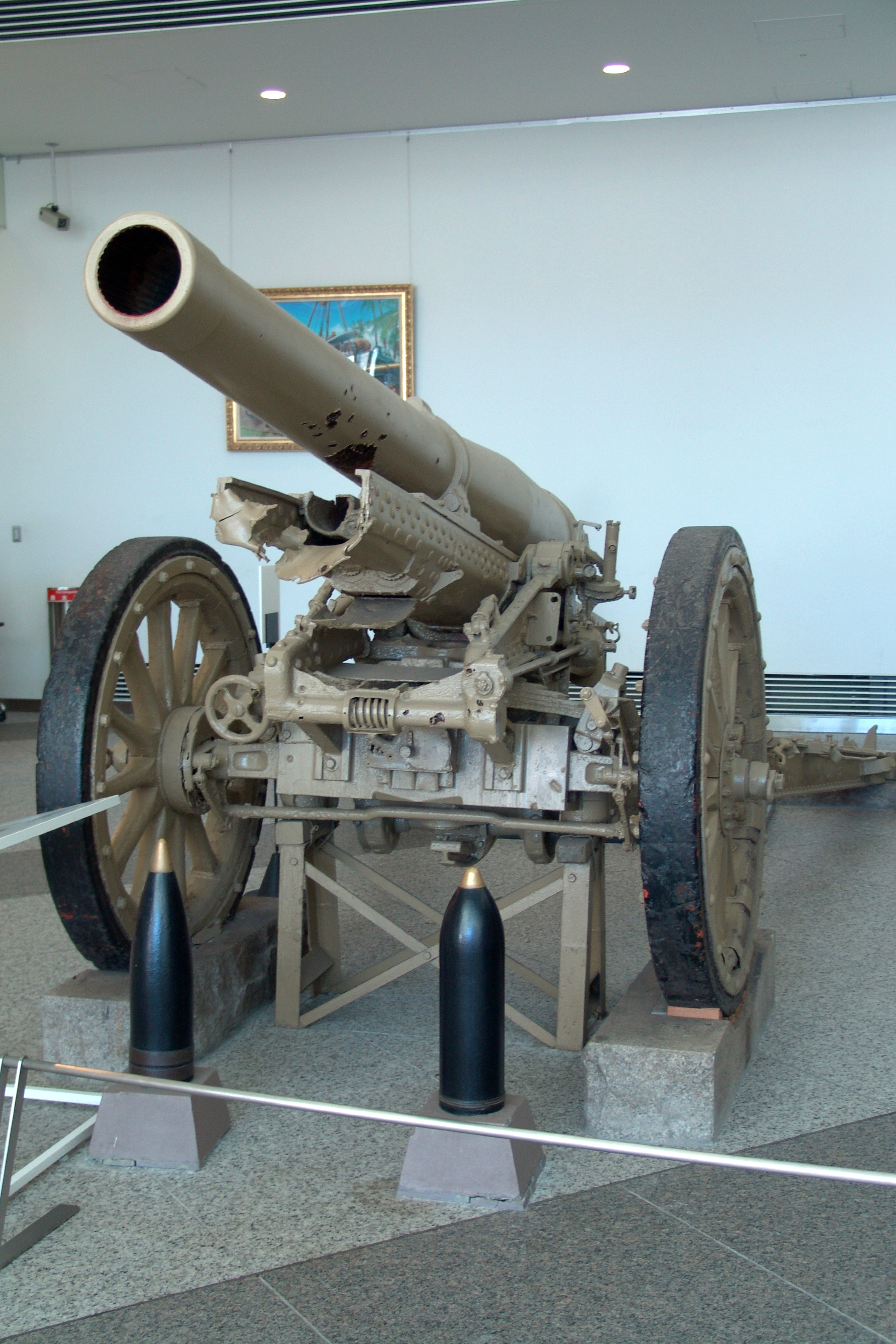
Type 96 15 cm exposé à Tokyo